# Referendario
Il referendario (in latino referendarius, da referenda, gerundivo del verbo referre, 'riferire') era nel tardo Impero romano e poi nell'Impero bizantino un funzionario incaricato di esaminare le suppliche dei cittadini, riferire all'Imperatore e trasmettere ai giudici le sue decisioni al riguardo, oltre a svolgere altri compiti di segreteria. Il titolo di referendario è attribuito, in certi ordinamenti, a taluni funzionari, spesso giudici o loro collaboratori. 

## Età medievale
Il titolo fu usato anche nel Medioevo e in epoca successiva per funzionari con compiti analoghi di regni (ad esempio, i referendari merovingi dei Franchi e i referendari dei Longobardi), Sacro Romano Impero, signori, città e altre istituzioni. In certi casi il referendario poteva avere il ruolo di un vero e proprio cancelliere (come il gran referendario del Regno dei Franchi all'epoca dei Merovingi).
Il titolo venne adottato anche nella Curia romana, a partire dal XIII secolo, per designare i prelati della Cancelleria apostolica incaricati di esaminare le suppliche dirette al Papa, riferire al medesimo e predisporre le conseguenti decisioni da sottoporre alla sua firma (signatura). Papa Eugenio IV autorizzò i referendari a decidere autonomamente su certe suppliche e istituì un apposito ufficio, la Segnatura (Signatura gratiae et commissionum), il cui sdoppiamento in Signatura gratiae, competente per la richieste di favori, e Signatura justitiae, competente per le richieste di giustizia, fu portato a compimento da papa Giulio II. Con papa Alessandro VII furono distinti, nell'ambito della Signatura justitiae, ormai divenuta un vero e proprio tribunale, i prelati con diritto di voto (proelati votantes) da quelli con voto solo consultivo (proelati referendarii). Con la riforma di papa Pio X venne creato un unico Supremo Tribunale della Segnatura Apostolica nell'ambito del quale papa Benedetto XV  ricostituì il collegio dei votanti e quello dei referendari come organi consultivi.

## Età contemporanea

### Francia
Nella Corte dei conti francese, invece, il conseiller référendaire ha un grado intermedio tra l'auditeur e il conseiller maître.

### Germania
In Germania il titolo di Rechtsreferendar (referendario legale) è attribuito a coloro che hanno superato il primo degli esami di stato per l'accesso alle professioni legali (Referendarexamen) e svolgono un periodo biennale di tirocinio (Rechtsreferendariat) presso un ufficio giudiziario, del pubblico ministero o della pubblica amministrazione oppure presso lo studio di un avvocato o l'ufficio legale di un'azienda. Terminato questo periodo di tirocinio, possono sostenere il secondo esame di stato (Assessorexamen).

### Italia
Il titolo di referendario è attribuito ai magistrati che ricoprono la qualifica iniziale sia nei tribunali amministrativi regionali sia nella Corte dei conti; quelli che ricoprono la qualifica immediatamente successiva hanno il titolo di primi referendari. 
Nella Pubblica Amministrazione, è il livello iniziale della carriera direttiva amministrativa del Segretariato Generale della Presidenza della Repubblica; designa i Dirigenti non Generali della Presidenza del Consiglio dei Ministri. Fino al 2000 il termine era in uso anche per l'amministrazione del Senato della Repubblica. 